# Oligotoma approximans
Oligotoma approximans is een insectensoort uit de familie Oligotomidae, die tot de orde webspinners (Embioptera) behoort. De soort komt voor in Tasmanië (Australië).
Oligotoma approximans is voor het eerst wetenschappelijk beschreven door Davis in 1938.